# Моэти, Джон
Джон Моэти (англ. John Moeti; 30 августа 1967, Соуэто, Трансвааль — 6 февраля 2023) — южноафриканский футболист, играл на позиции полузащитника. Обладатель Кубка африканских наций 1996 года в составе сборной ЮАР.

## Биография

### Клубная карьера
В составе четырёх сезонов играл за «Орландо Пайретс», вместе с которым в 1995 году выиграл главный континентальный трофей — Африканский Кубок чемпионов. В победном финале по сумме двух матчей был обыгран ивуарийский «АСЕК Мимозас». В 1997 году в составе «пиратов с Орландо» выиграл Кубок ЮАР. В 2000 году перешёл в «Суперспорт Юнайтед», в котором играл до 2001 года и завершил карьеру.

### Карьера в сборной
В составе сборной ЮАР играл на победном Кубке африканских наций 1996 года, где сыграл в 1/2 финальном матче со сборной Ганы (3:0). Играл на Кубке Конфедераций 1997 года, сыграл в трёх матчах на групповом этапе — ЮАР не смогла преодолеть групповой этап.
Моэти был основным игроком сборной ЮАР на Кубке африканских наций 1998 года, сыграл в четырёх матчах на турнире и завоевал серебряную медаль. Всего за сборную ЮАР сыграл 29 матчей и забил 1 гол.

### Смерть
Скоропостижно скончался 6 февраля 2023 года в возрасте 55 лет.

## Достижения
«Орландо Пайретс»
- Обладатель Кубка ЮАР (1) : 1994
- Победитель Кубка африканских чемпионов (1) : 1995
- Обладатель Суперкубка КАФ (1) : 1996

 ЮАР
- Кубок африканских наций — 1996
- Кубок африканских наций — 1998